# Калисара
Калисара — река в России, протекает по Виноградовскому району Архангельской области. Длина реки составляет 45 км.
Начинается в берёзовом лесу среди болот, протекает через озеро Калисарец. В верховьях течёт в южном направлении, после впадения Шундовки поворачивает на запад. Пересекает железную дорогу, течёт по осиновому и елово-сосновому лесу. Устье реки находится в 9 км по левому берегу реки Большая Шеньга. Ширина реки вблизи устья — 7 метров, глубина — 0,8 метра.
Основные притоки — Малая Шеньга (пр, впадает в 20 км от устья) и Шундовка (лв, вытекает из Шундозера).

## Данные водного реестра
По данным государственного водного реестра России относится к Двинско-Печорскому бассейновому округу, водохозяйственный участок реки — Северная Двина от впадения реки Вага и до устья, без реки Пинега, речной подбассейн реки — Северная Двина ниже места слияния Вычегды и Малой Северной Двины. Речной бассейн реки — Северная Двина.
Код объекта в государственном водном реестре — 03020300412103000033072.